# Honorowi obywatele Czernihowa
Honorowi obywatele Czernihowa – lista osób, którym Rada Miasta Czernihowa przyznała tytuł „Honorowego Obywatela Miasta Czernihowa” nadawany za znaczący wkład w rozwój miasta. Odznaczenie przyznawane jest od 1967 roku. Do 2023 roku jego laureatami zostały 32 osoby.

## Uregulowania prawne
Tytuł Honorowego Obywatela Miasta Czernihowa jest najwyższym wyróżnieniem czernihowskiego samorządu terytorialnego, nadawanym obywatelom Ukrainy i innych krajów, którzy „poprzez swoją działalność zawodową i publiczną wnieśli znaczący wkład w rozwój miasta”, podnosząc jego autorytet na szczeblu państwowym i międzynarodowym.
Prawo do nadawania tytułu „Honorowego Obywatela Miasta Czernihowa” przysługuje Radzie Miasta Czernihowa. Wnioski o nadanie tytułu rozpatruje specjalnie utworzona Komisja, po czym mer przekazuje tę kwestię pod głosowanie radnym Rady Miasta Czernihowa.
Uroczystość nadania odznaczeń Honorowemu Obywatelowi Miasta Czernihowa odbywa się podczas obchodów Dnia Miasta Czernihowa, który przypada na 21 września. Odznaczeni otrzymują wówczas dyplom i odznakę honorową.

## Honorowe Obywatelstwo Miasta Czernihowa w okresie Ukraińskiej SRR
W okresie istnienia Ukraińskiej Socjalistycznej Republiki Radzieckiej Rada Miasta Czernihowa przyznała łącznie 8 wyróżnień.
| Rok  | Laureat | Laureat            | Profesja lub funkcja | Źródło |
| ---- | ------- | ------------------ | --- | ------ |
| 1967 |         | Aleksandr Kirsanow | generał major, Bohater Związku Radzieckiego | [ 1 ]  |
| 1967 |         | Fedir Korotkow     | Sekretarz Komitetu Miejskiego Czernihowa Komunistycznej Partii Ukrainy, deputowany Rady Najwyższej Ukraińskiej SRR II, III, IV i V kadencji, działacz radzieckiej partyzantki w okresie II wojny światowej | [ 1 ]  |
| 1967 |         | Aleksiej Fiodorow  | generał major, dwukrotny Bohater Związku Radzieckiego, deputowany do Rady Najwyższej ZSRR od I do XI kadencji oraz Rady Najwyższej Ukraińskiej SRR od I do VII kadencji                                    | [ 1 ]  |
| 1967 |         | Piotr Klimuk       | radziecki kosmonauta, generał pułkownik lotnictwa, dwukrotny Bohater Związku Radzieckiego | [ 1 ]  |
| 1985 |         | Aleksandr Mołodczy | generał porucznik lotnictwa, dwukrotny Bohater Związku Radzieckiego | [ 1 ]  |
| 1985 |         | Siergiej Rudenko   | marszałek lotnictwa, Bohater Związku Radzieckiego | [ 1 ]  |
| 1986 |         | Wiktor Baszkirow   | pułkownik lotnictwa, Bohater Związku Radzieckiego | [ 1 ]  |
| 1986 |         | Boris Rybakow      | historyk i archeolog, Bohater Pracy Socjalistycznej | [ 1 ]  |

## Honorowe Obywatelstwo Miasta Czernihowa od 1991 roku
Od 1991 roku Rada Miasta Czernihowa przyznała łącznie 24 wyróżnienia.
| Rok  | Laureat | Laureat                           | Profesja lub funkcja | Źródło |
| ---- | ------- | --------------------------------- | --- | ------ |
| 2005 |         | Herard Kuzniecow                  | lokalny historyk, przewodniczący Komisji Utrwalenia Pamięci o Żołnierzach Poległych w Wielkiej Wojnie Ojczyźnianej                     | [ 1 ]  |
| 2008 |         | Ambroży (Polikopa)                | metropolita czernihowski i nowogrodzko-siewierski Ukraińskiego Kościoła Prawosławnego Patriarchatu Moskiewskiego                       | [ 1 ]  |
| 2008 |         | Lubomyr Bodnaruk                  | chórmistrz, muzyk i pedagog, Zasłużony Działacz Sztuk Ukrainy                                                                          | [ 1 ]  |
| 2008 |         | Wołodymyr Jemeć                   | malarz, Ludowy Malarz Ukrainy | [ 1 ]  |
| 2008 |         | Ołeksandr Rykow                   | Zasłużony Trener ZSRR i Ukrainy, trener mistrzyni olimpijskiej w podnoszeniu ciężarów Nataliji Skakun                                  | [ 1 ]  |
| 2015 |         | Witalij Kosych (pośmiertnie)      | mer Czernihowa w latach 1992–2001 | [ 1 ]  |
| 2015 |         | Anatolij Szkurko                  | malarz, Zasłużony Malarz Ukrainy, Ludowy Malarz Ukrainy                                                                                | [ 1 ]  |
| 2016 |         | Mykoła Sukacz                     | założyciel, dyrektor artystyczny i główny dyrygent Akademickiej Orkiestry Symfonicznej „Filharmonia”, Zasłużony Działacz Sztuk Ukrainy | [ 1 ]  |
| 2017 |         | Ołeksandr Norow (pośmiertnie)     | dyrektor artystyczny Czernihowskiego Miejskiego Młodzieżowego Teatru Ludowego „Iluminator”                                             | [ 1 ]  |
| 2017 |         | Wasyl Pasicznyk                   | dyrektor Czernihowskiego Obwodowego Centrum Rehabilitacji Medycznej i Społecznej Dzieci Niepełnosprawnych, Zasłużony Lekarz Ukrainy    | [ 1 ]  |
| 2018 |         | Łeonid Bezwerchyj (pośmiertnie)   | dyrektor Zakładów Sprzętu Radiowego w Czernihowie w latach 1967–1990                                                                   | [ 1 ]  |
| 2018 |         | Serhij Bohdan (pośmiertnie)       | dyrektor Miejskiego Szpitala Położniczego w Czernihowie w latach 1964–1996, Zasłużony Lekarz Ukrainy                                   | [ 1 ]  |
| 2019 |         | Wałerij Sarana (pośmiertnie)      | lider czernihowskich struktur Ludowego Ruchu Ukrainy, uczestnik rewolucji kiełbasianej                                                 | [ 1 ]  |
| 2019 |         | Wołodymyr Kowalenko (pośmiertnie) | archeolog, kandydat nauk historycznych, Zasłużony Pracownik Oświaty Ukrainy                                                            | [ 1 ]  |
| 2019 |         | Ołena Kostewycz                   | mistrzyni olimpijska w strzelectwie, wielokrotna mistrzyni i medalistka mistrzostw świata i Europy                                     | [ 1 ]  |
| 2022 |         | Wiktor Nikoluk                    | generał major Sił Zbrojnych Ukrainy, główny dowódca obrony Czernihowa w 2022 roku, Bohater Ukrainy                                     | [ 1 ]  |
| 2022 |         | Łeonid Choda                      | pułkownik Sił Zbrojnych Ukrainy, jeden z dowódców obrony Czernihowa w 2022 roku, Bohater Ukrainy                                       | [ 1 ]  |
| 2022 |         | Ołeksij Wysocki                   | pułkownik Sił Zbrojnych Ukrainy, jeden z dowódców obrony Czernihowa w 2022 roku                                                        | [ 1 ]  |
| 2022 |         | Dmytro Bryżyński                  | pułkownik Sił Zbrojnych Ukrainy, jeden z dowódców obrony Czernihowa w 2022 roku                                                        | [ 1 ]  |
| 2023 |         | Mykoła Stefurak                   | major Sił Zbrojnych Ukrainy | [ 1 ]  |
| 2023 |         | Artur Ołefirenko                  | kapitan Sił Zbrojnych Ukrainy | [ 1 ]  |
| 2023 |         | Ołeksij Prychodko                 | starszy sierżant Sił Zbrojnych Ukrainy                                                                                                 | [ 1 ]  |
| 2023 |         | Władysław Atroszenko              | mer Czernihowa w latach 2015–2023, poseł do Rady Najwyższej Ukrainy IV, VII i VIII kadencji                                            | [ 1 ]  |
| 2023 |         | Wołodymyr Fryz                    | ordynator oddziału ortopedii Czernihowskiego Szpitala Miejskiego nr 2                                                                  | [ 1 ]  |